# 흑필목
흑필목(黑筆木, 영어: blackbrush, 학명: Coleogyne ramosissima)은 장미목 장미과 벚나무아과에 속하는 1속 1종 단형의 북아메리카 자생종 식물로, 미국 남서부의 모하비 사막과 같은 건조한 사막 지대에 서식한다. 향기가 있고 목질이 연하며, 흑필목, 영어로 블랙브러시라는 이름은 원래는 회색빛을 띠는 나무줄기가 비에 젖으면 새까맣게 보인다고 하여 붙여졌다.